# Ластівка білогорла
Ластівка білогорла (Hirundo albigularis) — вид горобцеподібних птахів родини ластівкових (Hirundinidae). Поширений на півдні Африки.

## Поширення
Ластівка розмножується на півдні Африки від Анголи та Замбії на південь до ПАР. Переважно перелітний вид, зимує в Анголі, Замбії та на півдні ДР Конго. Це птах відкритої місцевості та пасовищ, який віддає перевагу високогір'ям і мешкає поблизу водойм. Його часто можна знайти навколо штучних споруд.

## Опис
Білогорла ластівка має довжину 14–17 см. Має глянсовий темно-синій верх і яскраво-каштанове тім’я. Темно-синьо-чорна смуга на грудях відокремлює біле горло від сірувато-білої нижньої частини та криючого покриву підкрил. Надкрила, махові пера підкрил і роздвоєний хвіст чорно-блакитні, а підхвістя має білі плями. Біле горло та чорнувата смуга на грудях відрізняються від подібних видів. Зовнішні пера у самця трохи довші, ніж у самиці. 

## Спосіб життя
Білогорла ластівка будує чашоподібне гніздо з мулу, покритого тонким шаром трави або соломи. Зазвичай воно розташоване біля води і будується на виступі скелі або на таких конструкціях, як будівлі, дамби, водопропускні труби або мости Гніздо інколи використовують протягом наступних років. У кладці три яйця. Самиця насиджує 15-16 днів. Пташенята вилітають через 20 або 21 день, хоча дитинчата повертаються до свого гнізда для годування перші кілька днів після першого польоту.